# 29 juillet 1968
Le lundi 29 juillet 1968 est le 211e jour de l'année 1968.

## Naissances
- Denis Cortella, parapentiste français
- Flórián Urbán, joueur de football hongrois
- Kristen Babb-Sprague, nageuse
- Ludovic Zerti, raseteur français
- Monique Fuentes, actrice pornographique colombienne
- Paavo Lötjönen, musicien finnois
- Trevor Philips, personnage de Grand Theft Auto V
- Vicente Barrera, matador espagnol
- Yang Xinhai (mort le 14 février 2004), tueur en série chinois

## Événements
- Inauguration des stations de métro Fukaebashi et Midoribashi à Osaka
- Sortie du film Les Vampires du docteur Dracula